# Kanata Konami
Kanata Konami (こなみ かなた, Konami Kanata, 3 de março de 1958) é uma mangaká japonesa, mais conhecida pelo mangá Chi's Sweet Home. A artista é natural de Nagano e estudou em Suwa, na Futaba-Koto Academy. Em 1982, publicou seu primeiro trabalho na revista Nakayoshi, o mangá Buchi Neko Jamu Jamu. Seus trabalhos são conhecidos por retratar a vida cotidiana dos gatos, e ganhou o respeito da comunidade japonesa de mangá por seu apurado senso de ecologia felina e sua habilidade de observar e representar o comportamento felino.
O mangá Chi's Sweet Home foi licenciado e está sendo publicado no Brasil pela Editora JBC.

## Principais trabalhos
- Buchi Neko Jamu Jamu (ブチねこジャムジャム)
- Fuku Fuku Kitten Tales (ふくふくふにゃ〜ん, Fuku Fuku Funyan)
- Chi's Sweet Home (チーズスイートホーム, Chīzu suīto hōmu)
- Sue & Tai-chan (スーと鯛ちゃん)